# Sessame
Sessame är en ort och kommun i provinsen Asti i regionen Piemonte i Italien. Kommunen hade 263 invånare (2018).